# Psila lateralis
Psila lateralis är en tvåvingeart som beskrevs av Friedrich Hermann Loew 1860. Psila lateralis ingår i släktet Psila och familjen rotflugor. Inga underarter finns listade i Catalogue of Life.